# Черниховський Саул Гутманович
Саул (Шауль) Гутманович Черниховський (20 серпня 1873, Михайлівка — 14 жовтня 1943, Єрусалим) — єврейський поет, писав івритом. Двічі (в 1935 і 1937) номінувався на Нобелівську премію з літератури.

## Біографія
Черниховський народився в Михайлівці (Таврійська губернія), нині смт. Михайлівка Запорізької області. Володів російською, німецькою, грецькою та латинською мовами. Будучи гімназистом перекладав на іврит твори Пушкіна. В 15 років продовжив освіту у Одесі. За підтримки Йосипа Клаузнера став публікувати вірші. Потім виїхав до Гейдельберга і Лозанни, де вивчав медицину. Після повернення з-за кордону працював лікарем в Мелітополі Херсонської губернії та в Харківській губернії.
В 1910 році переїхав до Петербургу. Під час першої світової війни також був лікарем в госпіталі. Після війни повернувся до Одеси, заробляв приватною практикою.
В 1922 році емігрував з Росії, оселився у Берліні.
1931 року переїхав в Ерец-Ісраель, брав участь у складанні Словника медичних і природничих термінів (латинь — іврит — англійська), працював лікарем в школі. З 1936 року — представник літератури на івриті в міжнародному ПЕН-клубі.

## Творчість
Писав вірші на івриті (в той час іврит ще не був повністю відновлений як розмовний і часто називався «староєврейською мовою»). В своїй поезії оспівує внутрішнє відродження через сіонізм, звільнення єврейської душі. Крім ліричних віршів писав балади, ідилії і сонети. Написав серію історичних балад і поему («Барух з Майнца»), які описують історію єврейства і антисемітизму. Вірші Черниховського перекладали Валерій Брюсов, Владислав Ходасевич. В сонетах Черниховського простежується вплив символізму «срібного століття». Переклав на іврит «Іліаду», «Одіссею» і «Слово о полку Ігоревім».

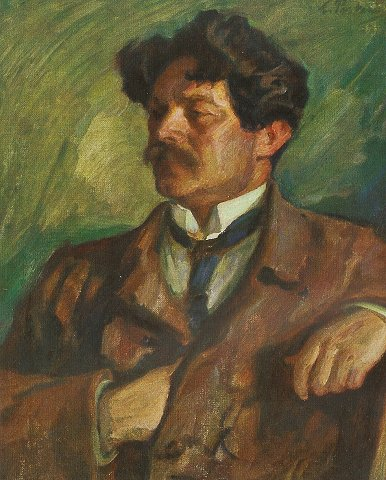
Портрет роботи Леоніда Пастернака

Поряд з Х. Н. Бялик ввів в івритську поезію силабо-тонічну метрику замість традиційної силабіки. У цьому позначився вплив російської поезії. Широко використовував гекзаметр. Для сучасних носіїв івриту, метрику Черниховського часто складно сприймати через те, що наголоси в сучасному івриті інші, ніж в мові, на якій писав поет; вона істотно змінилася, ставши живим засобом спілкування,.

## Пам'ять
Іменем Черниховського названі вулиці в багатьох містах Ізраїлю, а також будинок письменника у Тель-Авіві, школи та інші установи.

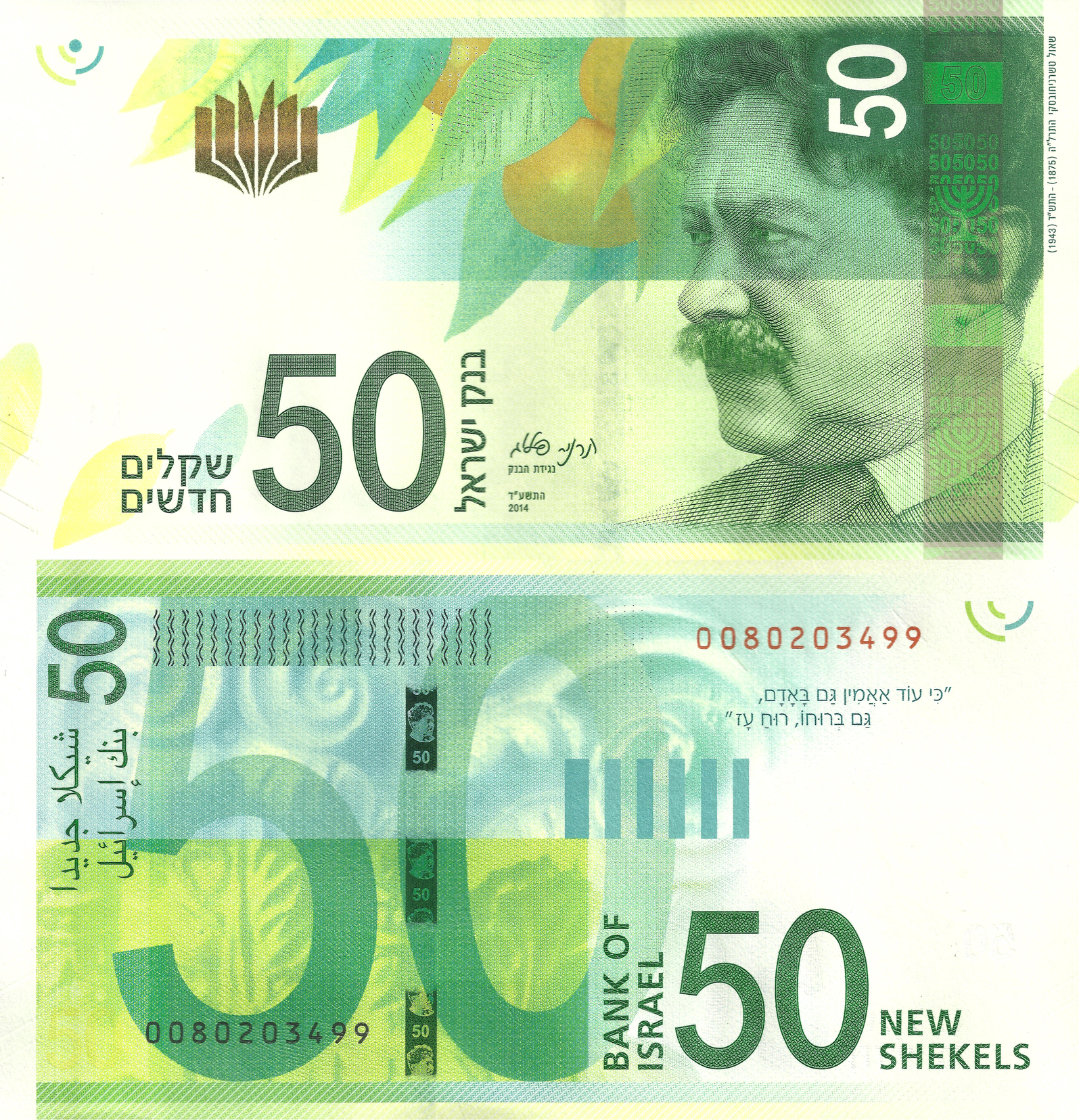
Купюра 50 шекелів 2014 року з портретом Черниховського

З осені 2014 портрет Черниховського друкується на купюрах 50 шекелів.